# ژنگ شیولن
ژنگ شیولن (انگلیسی: Zheng Xiulin؛ زادهٔ ۲۱ ژوئیهٔ ۱۹۶۶) بازیکن بسکتبال اهل چین است.